# San Juanito
San Juanito est une municipalité située dans le département de Meta en Colombie.